# سانت أندريو للاسعافات الاولية
سانت أندريو للاسعافات الاولية هي جمعية خيرية مقرها في اسكوتلندا ووجدت عام 1882، وكانت أول خدمة اسعاف في اسكوتلندا، ومن عام 1967 كانت هي الوحيدة لتقديم خدمة الإسعاف حتى عام 1974 الذي تم فيه تنظيم الخدمة الصحية الوطنية واستيعاب دور هذه المؤسسة في خدمة الإسعاف الاسكتلندية، وقد واصلت الجمعية عملها كمزود لخدمات الاسعافات الأولية والتدريب وتغيير اسمها التجاري.

## تاريخ الجمعية

### التشكيل والسنوات الأولى للجمعية
في عام 1882 تم تشكيل هذه الجمعية في جلاسقو بواسطة مجموعة من الأطباء المحليين ورجال الأعمال اللذين كانوا قلقين من الزيادة السريعة للحوادث نتيجة لحركة المرور والألات الحديثة.
لقد تم تنظيم دروس في الاسعافات الأولية وطريقة نقل المصابين وتم شراء سيارة الإسعاف الأولى لسكوتلندا من قبل الجمعية في أبريل عام 1882 والتي تخدم منطقة جلاسقو والمناطق المحلية مدعمة بسيارة الاسعافات الأولية والنقل من المستشفى إلى ضحايا الحوادث
في السنوات التالية بدأت تتزايد أرقام الاتصالات التي تتلقاها الجمعية، وفي عام 1886 أصبحت هناك ستة سيارات اسعاف تتمركز في المدن في جميع أنحاء اسكتلندا.
كتاب سيارة الإسعاف للدكتور جورج بيتسون (الطبعة الخامسة).

### الحرب العالمية الأولى
في أقل من 48 ساعه من اعلان بدأ الحرب، كان الفريق قادرا على تجهيز جميع المستشفيات العسكرية في اسكتلندا لتحرير الموظفين العاديين للخدمة /بالإضافة إلى ذلك المنظمة كانت قادرة على تجميع وحدتين للخدمة الأجنبية (التي تخدم في فرنسا وفي المستشفيات)، خدمة التمريض العسكري (وصلت من الأعضاء النسائية) وخدمة النقل إلى جانب الصليب الأحمر البريطاني الذي يحضر الجنود للمصابين من قطارات المستشفى، بينما كان كل هذا يحدث استمر أندريو في العمل المدني المعتاد للتدريب الأقل ع الاسعافات الأولية واستمر بنقل الضحايا ل قادرة ع الخدمات الاضافية التي تضع عبئا ع أموال الجمعية).

### بين الحروب العالمية
بعدما انتهت الحرب العالمية الأولى مثلت جمعية الصليب الأحمر البريطانية مع عدد كبير من سيارات الإسعاف التي لم تعد مطلوبة من قبل الجيش، وهذا سمح لتوصيل خدمة الإسعاف لتشمل جميع أنحاء اسكتلندا من أجل أن تلبي احتياجات المنطقة المتوسعة، وكلفت الجمعية بخطط لبناء مقر دائم في الشارع الشمالي، جلاسقو هذا البناء أفتتح عام 1929 وتشمل مرافقة كراج، ورش عمل، غرف صفية وقاعة للحفر، في عام 1939 منحت الجمعية رعاية الملكية، مع الملكة، والمعروفة لاحقا باسم الملكة الأم، الممولة.
علاقة الجمعية مع باقي المنظمات
جمعية سانت أندريو، جمعية جون للإسعاف وجمعية الصليب الأحمر البريطانية من الجمعيات المساعدة التطوعية التي تطوعت بشكل جماعي، وأنتجت دليل الاسعافات الأولية الرسمي في المملكة المتحدة.
بعد اتفاق تم في عام 1908، سيارة اسعاف جون في اسكتلندا وسيارة أندريو في إنجلترا توقفا عن العمل.
سيارة أندريو حظيت بعلاقات جيدة مع جمعية الصليب الأحمر البريطاني، وعملت كثيرا في عدة شراكات في واجبات أكبر مثل شراكة T في الحديثة.